# Arquidiocese de Paris
A Arquidiocese de Paris (Archidiœcesis Parisiensis) é uma das maiores circunscrições eclesiásticas da Igreja Católica na França. De acordo com a tradição, a diocese original foi estabelecida ainda no século III por São Denis e elevada a Arquidiocese em 1622. A Arquidiocese de Paris representa toda a região da Île-de-France, englobando as dioceses de Créteil, Corbeil-Essonnes, Meaux, Nanterre, Pontoise, Saint-Denis e Versalhes.
A sede da arquidiocese é a Catedral de Notre-Dame, em Paris.

## História
O bispado de Paris foi criado no século IV. Segundo a tradição, Paris teria sido evangelizada por São Denis, o primeiro bispo da cidade, mas o primeiro bispo de Paris atestado é Vitorino (Victorinus) citado em 346.
A diocese tem por séculos uma importância relativa no reino, Sens ou Reims tendo um papel essencial no norte. Assim, ao contrário dos seis pares eclesiásticos primitivos do Reino da França - ao arcebispo-duque de Reims, o bispo-duque de Laon, o bispo de Langres, o bispo-conde de Beauvais, o bispo de Châlons e o bispo de Noyon - e ao abade da Abadia de Saint-Remi de Reims, guardião da Santa ampola, e o bispo da abadia de Saint-Denis, guardião das outras insígnias reais e da necrópole real, os bispos depois arcebispos de Paris não participaram da cerimônia de Coroação dos reis da França na Catedral de Reims.
No entanto, por causa do papel político de Paris, o reino apoiou a transformação do bispado em arcebispado que é obtida em 1622. Pela bula Universi Orbis de 20 de outubro de 1622, o Papa Gregório XV elevou assim Paris ao posto de sé arquiepiscopal.
Em 1674, o rei Luís XIV fortaleceu ainda mais o poder do arcebispo fazendo de sua propriedade de Saint-Cloud um ducado-pariato. Assim, em 1690, em 1790, os arcebispos de Paris foram feitos duques e pares de Saint-Cloud.
Entre 1790 e 1801, Paris é a sede episcopal da Diocese do departamento de Paris depois do Sena, uma das oitenta e três dioceses da Igreja Constitucional criada pela Constituição civil do clero. Esta diocese abrange o departamento de Paris tornada em 1795, a do Sena.
De 1801 a 1822, os arcebispos de títulos relevam de Paris os títulos de arcebispo de Reims e do arcebispo de Sens. Na verdade, a bula Qui Christi Domini vices (29 de novembro de 1801), que definiu a concordata, prevê que o arcebispo de Paris junte o seu título aos dessas sedes então suprimidas de Reims e Sens. Esta adição cessou com o restabelecimento dessas sedes pela bula Paternae Caritatis de 6 de outubro de 1822.
Desde 1967, os arcebispos de Paris são criados cardeais-sacerdotes da Igreja de São Luís dos Franceses de Roma.

## Prelados
|                          | Nome                                                 | Período    | Notas                                                            |
| Arcebispos               | Arcebispos                                           | Arcebispos | Arcebispos                                                       |
| ------------------------ | ---------------------------------------------------- | ---------- | ---------------------------------------------------------------- |
| 31º                      | Laurent Bernard Marie Ulrich                         | 2022-atual |                                                                  |
| 30º                      | Michel Christian Alain Aupetit                       | 2017-2021  | Arcebispo emérito                                                |
| 29º                      | André Armand Cardeal Vingt-Trois                     | 2005-2017  |                                                                  |
| 28º                      | Aron Jean-Marie Cardeal Lustiger                     | 1981-2005  |                                                                  |
| 27º                      | Gabriel Auguste François Cardeal Marty               | 1968-1981  |                                                                  |
| 26º                      | Pierre Marie Joseph Cardeal Veuillot                 | 1966-1968  |                                                                  |
| 25º                      | Maurice Cardeal Feltin                               | 1949-1966  |                                                                  |
| 24º                      | Emmanuel-Célestin Cardeal Suhard                     | 1940-1949  |                                                                  |
| 23º                      | Jean Cardeal Verdier, P.S.S.                         | 1929-1940  |                                                                  |
| 22º                      | Louis-Ernest Cardeal Dubois                          | 1920-1929  |                                                                  |
| 21º                      | Léon-Adolphe Cardeal Amette                          | 1908-1920  |                                                                  |
| 20º                      | François-Marie-Benjamin Cardeal Richard de la Vergne | 1886-1908  |                                                                  |
| 19º                      | Joseph-Hippolyte Cardeal Guibert, O.M.I.             | 1871-1886  |                                                                  |
| 18º                      | Georges Darboy                                       | 1863-1871  |                                                                  |
| 17º                      | François-Nicholas-Madeleine Cardeal Morlot           | 1857-1862  |                                                                  |
| 16º                      | Marie-Dominique-Auguste Sibour                       | 1848-1957  |                                                                  |
| 15º                      | Denis-Auguste Affre                                  | 1840-1848  |                                                                  |
| 14º                      | Hyacinthe-Louis de Quélen                            | 1821-1839  |                                                                  |
| 13º                      | Alexandre-Angélique Cardeal de Talleyrand-Périgord   | 1817-1821  |                                                                  |
| 12º                      | Jean-Siffrein Cardeal Maury                          | 1810-1814  | Arcebispo ilegítimo                                              |
| 11º                      | Jean-Baptiste Cardeal de Belloy-Morangle             | 1802-1808  |                                                                  |
| 10º                      | Antoine-Eléonore-Léon Le Clerc de Juigné             | 1782-1802  |                                                                  |
| 9º                       | Christophe de Beaumont du Repaire                    | 1746-1781  |                                                                  |
| 8º                       | Jacques-Bonne Gigault de Bellefonds                  | 1746       |                                                                  |
| 7º                       | Charles-Gaspard-Guillaume de Vintimille du Luc       | 1729-1746  |                                                                  |
| 6º                       | Louis-Antoine Cardeal de Noailles                    | 1695-1729  |                                                                  |
| 5º                       | François de Harlay de Champvallon                    | 1671-1695  |                                                                  |
| 4º                       | Hardouin de Péréfixe de Beaumont                     | 1664-1671  |                                                                  |
| 3º                       | Pierre de Marca                                      | 1662       |                                                                  |
| 2º                       | Jean-François-Paul Cardeal de Gondi de Retz          | 1654-1662  |                                                                  |
| 1º                       | Jean-François de Gondi                               | 1622-1654  |                                                                  |
| Arcebispos-coadjutores   |                                                      |            |                                                                  |
|                          | Pierre Marie Joseph Veuillot                         | 1961-1966  |                                                                  |
|                          | Léon-Adolphe Amette                                  | 1906-1908  |                                                                  |
|                          | François-Marie-Benjamin Richard de la Vergne         | 1875-1886  |                                                                  |
|                          | Hyacinthe-Louis de Quélen                            | 1819-1821  |                                                                  |
|                          | Jean-François-Paul de Gondi de Retz                  | 1643-1654  |                                                                  |
| Bispos                   |                                                      |            |                                                                  |
| 115º                     | Henri Cardeal de Gondi                               | 1598-1622  |                                                                  |
| 114º                     | Pierre Cardeal de Gondi                              | 1573-1598  |                                                                  |
| 113º                     | Guillaume Viole                                      | 1564-1568  |                                                                  |
| 112º                     | Eustache du Bellay                                   | 1561-1563  |                                                                  |
| 111º                     | Jean Cardeal du Bellay                               | 1532-1541  |                                                                  |
| 110º                     | François Poncher                                     | 1519-1532  |                                                                  |
| 109º                     | Étienne Poncher                                      | 1503-1519  | Nomeado Arcebispo de Sens                                        |
| 108º                     | Jean-Simon de Champigny                              | 1492-1502  |                                                                  |
| 107º                     | Gérard Gobaille                                      | 1492       |                                                                  |
| 106º                     | Louis de Beaumont de la Forêt                        | 1473-1492  |                                                                  |
| 105º                     | Guillaume Chartier                                   | 1447-1472  |                                                                  |
| 104º                     | Denis Cardeal du Moulin                              | 1439-1447  |                                                                  |
| 103º                     | Jacques du Chastelier                                | 1427-1438  |                                                                  |
| 102º                     | Jean de Nant                                         | 1423-1426  |                                                                  |
| 101º                     | Jean de La Rochetaillée                              | 1421-1422  | Nomeado Arcebispo de Rouen                                       |
| 100º                     | Jean Courtecuisse                                    | 1420-1421  |                                                                  |
| 99º                      | Gerard de Montaigu                                   | 1409-1420  |                                                                  |
| 98º                      | Pierre II d'Orgemont                                 | 1384-1409  |                                                                  |
| 97º                      | Aymeric de Magnac                                    | 1373-1384  | Pseudocardeal                                                    |
| 96º                      | Étienne Cardeal de Poissy                            | 1363-1373  |                                                                  |
| 95º                      | Jean de Meulent                                      | 1353-1363  |                                                                  |
| 94º                      | Pierre de La Forest                                  | 1350-1352  | Nomeado Arcebispo de Rouen                                       |
| 93º                      | Andouin Aubert                                       | 1349-1350  | Nomeado Bispo de Auxerre                                         |
| 92º                      | Foulques II de Chaunac                               | 1342-1349  |                                                                  |
| 91º                      | Guillaume V de Chaunac                               | 1332-1342  |                                                                  |
| 90º                      | Hugues II Michel de Besançon                         | 1325-1332  |                                                                  |
| 89º                      | Étienne III de Bouret                                | 1320-1325  |                                                                  |
| 88º                      | Guillaume Baufet                                     | 1304-1319  |                                                                  |
| 87º                      | Simon Matifas de Bucy                                | 1290-1304  |                                                                  |
| 86º                      | Adenolfus de Comitibus de Anagnia                    | 1289-?     |                                                                  |
| 85º                      | Renaud IV de Hombliéres                              | 1280-1288  |                                                                  |
| 84º                      | Jean de Allodio                                      | 1280-?     |                                                                  |
| 83º                      | Étienne II Templier                                  | 1268-1279  |                                                                  |
| 82º                      | Renaud III Mignon de Corbeil                         | 1250-1268  |                                                                  |
| 81º                      | Gauthier II de Château-Thierry                       | 1249       |                                                                  |
| 80º                      | Guillaume III d'Auvergne                             | 1228-1249  |                                                                  |
| 79º                      | Bartolomeu                                           | 1224-1227  |                                                                  |
| 78º                      | Guillaume de Seignelay                               | 1220-1223  |                                                                  |
| 77º                      | Pierre II de la Chapelle                             | 1208-1219  |                                                                  |
| 76º                      | Odon de Sully                                        | 1197-1208  |                                                                  |
| 75º                      | Maurice de Sully                                     | 1160-1196  |                                                                  |
| 74º                      | Pierre Lombard                                       | 1159-1160  |                                                                  |
| 73º                      | Thibaud                                              | 1143-1159  |                                                                  |
| 72º                      | Étienne de Senlis                                    | 1123-1141  |                                                                  |
| 71º                      | Gilberto                                             | 1116-1123  |                                                                  |
| 70º                      | Gualon                                               | 1104-1116  |                                                                  |
| 69º                      | Foulques                                             | 1102-1104  |                                                                  |
| 68º                      | Guillaume de Montfort                                | 1095-1101  |                                                                  |
| 67º                      | Geoffroy de Boulogne                                 | 1061-1095  |                                                                  |
| 66º                      | Humberto                                             | 1030-1060  |                                                                  |
| 65º                      | Francon                                              | 1020-1030  |                                                                  |
| 64º                      | Azelin                                               | 1017-1020  |                                                                  |
| 63º                      | Renaud de Vendôme                                    | 992-1017   | Chanceler de Hugo Capeto                                         |
| 62º                      | Engelberto                                           | 991-992    |                                                                  |
| 61º                      | Lisiardo                                             | 987-989    |                                                                  |
| 60º                      | Renaud I                                             | 979-980    |                                                                  |
| 59º                      | Garin                                                | ?          |                                                                  |
| 58º                      | Constâncio                                           | 954-?      |                                                                  |
| 57º                      | Alberico                                             | ?          |                                                                  |
| 56º                      | Gautier I                                            | 937-941    |                                                                  |
| 55º                      | Adelhelmo                                            | 927-935    |                                                                  |
| 54º                      | Fulrade                                              | 922-926    |                                                                  |
| 53º                      | Teodulfo                                             | 911-922    |                                                                  |
| 52º                      | Anschéric                                            | 886-911    |                                                                  |
| 51º                      | Gozlin                                               | 884-886    |                                                                  |
| 50º                      | Ingelvino                                            | 871-883    |                                                                  |
| 49º                      | Enéias                                               | 858-870    |                                                                  |
| 48º                      | Erchanrade II                                        | 832-857    |                                                                  |
| 47º                      | Uncado                                               | 811-831    |                                                                  |
| 46º                      | Ermanfroi                                            | 809-?      |                                                                  |
| 45º                      | Erchanrade I                                         | 775-795    |                                                                  |
| 44º                      | Deofroi                                              | 757-775    |                                                                  |
| 43º                      | Mauberto                                             | ?          |                                                                  |
| 42º                      | Radberto                                             | ?          |                                                                  |
| 41º                      | Ragnecapto                                           | ?          |                                                                  |
| 40º                      | Fédolo                                               | ?          |                                                                  |
| 39º                      | Marseido                                             | ?          |                                                                  |
| 38º                      | Hugo                                                 | 724-730    |                                                                  |
| 37º                      | Bernechaire                                          | ?          |                                                                  |
| 36º                      | Adolfo                                               | ?          |                                                                  |
| 35º                      | Turnoaldo                                            | 693-698    |                                                                  |
| 34º                      | Sigefroi                                             | 690-692    |                                                                  |
| 33º                      | Egiberto                                             | 666-680    |                                                                  |
| 32º                      | Importuno                                            | ?-666      |                                                                  |
| 31º                      | Sigebrando                                           | ?          |                                                                  |
| 30º                      | Roberto                                              | 656-663    |                                                                  |
| 29º                      | Landerico                                            | 650-656    |                                                                  |
| 28º                      | Alberto                                              | 644-650    |                                                                  |
| 27º                      | ?                                                    | 626-644    |                                                                  |
| 26º                      | Leudébert                                            | 625-626    |                                                                  |
| 25º                      | Cerano                                               | 606-625    |                                                                  |
| 24º                      | Simplício                                            | 601-606    |                                                                  |
| 23º                      | Faramodos                                            | ?          |                                                                  |
| 22º                      | Eusébio II                                           | 592-?      |                                                                  |
| 21º                      | Ragnemod                                             | 576-591    |                                                                  |
| 20º                      | Germano                                              | 555-576    |                                                                  |
| 19º                      | Eusébio                                              | 550-555    |                                                                  |
| 18º                      | Saffaraco                                            | 545-552    |                                                                  |
| 17º                      | Amélio                                               | 533-545    |                                                                  |
| 16º                      | Probatio                                             | 525-533    |                                                                  |
| 15º                      | Heráclito                                            | 511-525    |                                                                  |
| 14º                      | Apedino                                              | ?          |                                                                  |
| 13º                      | Ursino                                               | ?          |                                                                  |
| 12º                      | Flaviano                                             | ?          |                                                                  |
| 11º                      | Felix                                                | ?          |                                                                  |
| 10º                      | Viviano                                              | ?          |                                                                  |
| 9º                       | Marcelo                                              | 405-435    |                                                                  |
| 8º                       | Prudêncio                                            | 376-400    |                                                                  |
| 7º                       | Paulo                                                | 360- ?     |                                                                  |
| 6º                       | Victorino                                            | 344-346    |                                                                  |
| 5º                       | Aventus                                              | 265-344    |                                                                  |
| 4º                       | Marcos                                               | 260-265    |                                                                  |
| 3º                       | Maxe                                                 | 255-260    |                                                                  |
| 2º                       | Mallo                                                | 250-255    |                                                                  |
| 1º                       | Dionísio                                             | 240-250    |                                                                  |
| Bispos-auxiliares        |                                                      |            |                                                                  |
|                          | Emmanuel Tois                                        | 2023-      | Atual                                                            |
|                          | Philippe André Yves Marsset                          | 2019-      | Atual                                                            |
|                          | Thibault Verny                                       | 2016-2023  | Nomeado Arcebispo de Chambéry-Saint-Jean de Maurienne-Tarentaise |
|                          | Denis Jean-Marie Jachiet                             | 2016-2021  | Nomeado Bispo de Belfort-Montbéliard                             |
|                          | Michel Christian Alain Aupetit                       | 2013-2014  | Nomeado Bispo de Nanterre                                        |
|                          | Éric Marie de Moulins d’Amieu de Beaufort            | 2008-2018  | Nomeado Arcebispo de Reims                                       |
|                          | Renauld Marie François Dupont de Dinechin            | 2008-2015  | Nomeado Bispo de Soissons                                        |
|                          | Jérôme Daniel Beau                                   | 2006-2018  | Nomeado Arcebispo de Bourges                                     |
|                          | Jean-Yves André Michel Nahmias                       | 2006-2012  | Nomeado Bispo de Meaux                                           |
|                          | Pierre Paul Oscar d’Ornellas                         | 1997-2006  | Nomeado Arcebispo coadjutor de Rennes                            |
|                          | Jean-Michel Alain di Falco Léandri                   | 1997-2003  | Nomeado Bispo auxiliar de Gap                                    |
|                          | Michel François Pollien                              | 1996-2012  |                                                                  |
|                          | Éric Marie Pierre Henri Aumonier                     | 1996-2001  | Nomeado Bispo de Versailles                                      |
|                          | André Armand Vingt-Trois                             | 1988-1999  | Nomeado Arcebispo de Tours                                       |
|                          | Georges Pierre Soubrier, P.S.S.                      | 1988-1996  | Nomeado Bispo de Nantes                                          |
|                          | Claude Henri Edouard Frikart, C.I.M.                 | 1986-1997  |                                                                  |
|                          | Albert Jean-Marie Rouet                              | 1986-1993  | Nomeado Bispo coadjutor de Poitiers                              |
|                          | Michel Louis Coloni                                  | 1982-1989  | Nomeado Bispo de Dijon                                           |
|                          | Paul Joseph Jean Poupard                             | 1979-1980  | Nomeado Pró-prefeito do Secretariado para os Não-Crentes         |
|                          | Émile Marcus, P.S.S.                                 | 1977-1982  | Nomeado Bispo de Nantes                                          |
|                          | Georges Edmond Robert Gilson                         | 1976-1981  | Nomeado Bispo de Le Mans                                         |
|                          | Jean Romary                                          | 1976       | Morreu antes da consagração                                      |
|                          | Roger Marie Élie Etchegaray                          | 1969-1970  | Nomeado Arcebispo de Marseille                                   |
|                          | Robert-Jacques-Victor Frossard                       | 1967-1984  |                                                                  |
|                          | Victor-Julien-André Gouet                            | 1966-1982  |                                                                  |
|                          | Jean-Marie-Clément Badré                             | 1964-1967  | Nomeado Bispo do Ordinariato Militar da França                   |
|                          | Jacques Le Cordier                                   | 1956-1966  | Nomeado Bispo de Saint-Denis                                     |
|                          | Jean-Marie Villot                                    | 1954-1959  | Nomeado Arcebispo coadjutor de Lyon                              |
|                          | Pierre Brot                                          | 1952-1966  |                                                                  |
|                          | André-Gustave-Émile Leclerc                          | 1947-1966  |                                                                  |
|                          | Stanislas Courbe                                     | 1943-1970  |                                                                  |
|                          | Paul-Louis Touzé                                     | 1943-1957  |                                                                  |
|                          | Roger-Henri-Marie Beaussart                          | 1935-1952  |                                                                  |
|                          | Eugène Jacques Philippe Crépin                       | 1926-1942  |                                                                  |
|                          | Emanuel-Anatole-Raphaël Chaptal de Chanteloup        | 1922-1943  |                                                                  |
|                          | Benjamin-Octave Roland-Gosselin                      | 1919-1926  | Nomeado Bispo coadjutor de Versailles                            |
|                          | Louis-Charles Buquet                                 | 1863-1872  |                                                                  |
|                          | Léon-François Sibour                                 | 1854-1857  |                                                                  |
|                          | Pierre-Marie Cottret                                 | 1824-1838  | Nomeado Bispo de Beauvais                                        |
|                          | Hyacinthe-Louis de Quélen                            | 1817-1819  | Elevado à Arcebispo coadjutor                                    |
|                          | Nicholas French                                      | 1666-1668  | Nomeado Bispo auxiliar de Gent                                   |
|                          | Charles Boucher, O.S.B.                              | 1539-?     |                                                                  |
|                          | Antoine, O. Cist.                                    | 1534-?     |                                                                  |
| Administrador apostólico |                                                      |            |                                                                  |
|                          | Georges Paul Pontier                                 | 2021-2022  | Arcebispo emérito de Marseille                                   |